# Lilly Rush
Lilly Rush è un personaggio protagonista della serie televisiva Cold Case. È interpretata da Kathryn Morris.

## Descrizione
Lilly è un'abile detective e una donna molto bella, ma che fatica a relazionarsi con altre persone, perché condizionata dai terribili traumi subiti nel corso della sua vita; è tuttavia una donna forte che non si fa intimorire. Vive in un appartamento con due gatti molto particolari, poiché ad uno di essi manca un occhio mentre all'altro una delle due zampe posteriori, a cui è molto legata. Quando sta lavorando ad un caso di omicidio, Lilly è solita tenere sul suo comodino una fotografia della vittima.

## Storia
Lilly, il cui nome completo è Lillian, nasce a Kensington, uno dei quartieri più poveri e degradati di Filadelfia, figlia di Paul Cooper ed Ellen Rush, una donna affetta da gravissimi problemi di alcolismo, che pochi anni dopo darà a Cooper una seconda figlia, la sorella minore di Lilly, Christina. All'età di circa sei anni Lilly e la sorella Christina vengono abbandonate dal padre, che se ne va senza lasciare traccia, lasciando le bambine alla madre, che, totalmente in balia del suo alcolismo, le trascura completamente. Nel corso della serie, Lilly racconta più di un episodio riguardante la sua terribile infanzia con la madre: di quando, per esempio, l'abbandonava nei centri commerciali per ore per andare a bere, o di quando chiudeva le sue bambine in casa per giorni e lei spariva abbandonandole a sé stesse. All'età di circa otto anni, Lilly, obbligata dalla madre a uscire in piena notte per comprare alcolici, subisce una terribile aggressione che segnerà per sempre il corso della sua vita, da parte di un uomo che in seguito riuscirà a riconoscere e a fare arrestare grazie all'aiuto proprio del tenente John Stillman, che in futuro diverrà appunto il capo di Lilly nella squadra omicidi e si legherà a lei come una sorta di padre putativo. L'aggressione, tuttavia, segnerà nel profondo l'animo della piccola Lilly, che proprio per questo deciderà di intraprendere la carriera di poliziotto.
All'età di circa ventotto anni, quando Lilly è ancora una giovane poliziotta di pattuglia, il tenente Stillman le propone di entrare nella sezione omicidi, proposta che Lilly accetterà di buon grado, divenendo così il primo detective donna del dipartimento omicidi della polizia di Filadelfia. Lilly si dimostra subito un abile detective, il suo primo caso di omicidio risale al 1999, quando uno dei fratelli Bubley viene ucciso, e nel 2003 decide di risolvere il primo caso irrisolto di un'adolescente uccisa nel 1976, riuscendo nell'intento, il tenente Stillman le propone di entrare a far parte della sua squadra, specializzata in casi irrisolti. Inizia così una brillante serie di casi risolti insieme agli altri componenti della squadra.
Nell'episodio 2x23 "Il bosco", Lilly spara ed uccide il serial killer George Marks, giusto in tempo per salvarsi la vita. Questo gesto segnerà profondamente il suo universo psicologico, e nonostante inizialmente cerchi di fingere che l'episodio non abbia avuto ripercussioni, il tenente Stillman, comprendendo la reale gravità del trauma subito da Lilly, la obbliga a frequentare uno psicoterapeuta. Durante le prime sedute tuttavia, Lilly è fredda, distaccata e impenetrabile, e non permette in alcun modo alla psicologa di aiutarla. Solo dopo numerose sedute Lilly riuscirà ad accettare l'aiuto del terapeuta, riuscendo a superare il trauma.
Nel 2007 Ellen Rush, con la quale Lilly aveva avuto sino ad allora una relazione molto burrascosa tra alti e bassi, e che in quel momento alloggiava a casa sua, muore di cirrosi epatica. La morte della madre getta Lilly nel più profondo sconforto, e persino lei stessa si sorprende nell'accorgersi solo in quel momento del profondo affetto che provava per la donna. Nello stesso episodio, il 4x24 "Lo sconosciuto", Lilly viene ferita gravemente dal pluriomicida Ed Martenson, durante una disperata incursione armata all'interno del dipartimento di polizia. Trasportata in ospedale, l'ultima parola che dirà prima di perdere conoscenza sarà "mamma". Dopo essersi ripresa, torna al lavoro, pur rimanendo condizionata per molto tempo dal trauma subito. Nello stesso anno, cerca e ritrova il padre Paul Cooper, con il quale, tra alti e bassi, riesce lentamente a riprendere il rapporto, venendo infine introdotta anche nella famiglia che Cooper si era creato dopo aver abbandonato lei e la sorella, venendo calorosamente accolta dalla moglie del padre Celeste e dai due fratelli Maggie e Fynn Cooper. Prima che venisse ufficialmente introdotta nella famiglia, il fratello Fynn, saputo della sua esistenza, si fa arrestare apposta solo per vederla. Nell'episodio 6x22 "La sottile linea blu (parte 1)", Lilly, a bordo della sua auto, viene intenzionalmente buttata fuori strada dal maggiore Moe Kitchner, che aveva scoperto di essere implicato nell'omicidio di Kate Butler. L'auto di Lilly precipita in un canale, ed ella, tirata fuori dall'auto dai sommozzatori della polizia, verrà trasportata in ospedale. Questo episodio rappresenterà per Lilly un altro grave trauma che supererà con molta fatica. Il maggiore Kitchner, tuttavia, verrà processato e rilasciato solo dopo otto mesi, cosa che manderà Lilly su tutte le furie, ma alla fine Kitchner viene ucciso dal padre di Kate Butler.
Notevolmente burrascoso e difficile è anche il rapporto tra Lilly e la sorella minore Christina, influenzato principalmente da un episodio che lega la vita sentimentale delle due e la condotta di vita della stessa Christina, che, ricercata persino dalla polizia, vagabonda, sparisce e riappare dopo mesi senza dire a Lilly nulla di lei. Il rapporto tra le due sorelle tuttavia muterà completamente durante le ultime due puntate dell'ultima stagione della serie, quando Christina viene rapita da un boss della malavita con cui era pesantemente implicata, venendo salvata da Lilly e dal detective Scotty Valens, con il quale aveva avuto precedentemente una relazione. Alla fine dell'episodio 7x22 "In frantumi", dopo aver salvato Christina, Lilly scopre anche di avere una nipote di pochi mesi, figlia della stessa Christina.